# زبیگنیف بارانوفسکی
زبیگنیف بارانوفسکی (زادهٔ ۲ ژوئیهٔ ۱۹۹۱) یک کشتی‌گیر اهل لهستان است. 
او در المپیک ۲۰۱۶ ریو در وزن ۸۶ کیلو حاضر بود که در دور اول ساندرو آمیناشویلی از گرجستان را شکست داد اما در دور بعد از شریف شریف‌اف کشتی‌گیر آذربایجانی شکست خورد و با توجه به شکست این کشتی‌گیر در دور بعد، از دور رقابت‌ها کنار رفت. وی سابقه حضور در المپیک ۲۰۲۴ پاریس را دارد. 